# Eulepidotis santosina
Eulepidotis santosina là một loài bướm đêm trong họ Erebidae.